# Eriz
Eriz – gmina (niem. Einwohnergemeinde) w Szwajcarii, w kantonie Berno, w regionie administracyjnym Oberland, w okręgu Thun.

## Demografia
W Eriz mieszka 485 osób. W 2020 roku 2,3% populacji gminy stanowiły osoby urodzone poza Szwajcarią.